# MS SAGA
『MS SAGA』（サーガ）は、バンダイおよびメディアワークス（現アスキー・メディアワークス）より刊行されたガンダム専門のアンソロジーコミック集。
『サイバーコミックス』の後継誌であり1993年2月15日に第1巻が発売、1995年11月15日発売の第10巻まで発行された。第3巻までがバンダイ刊行で、残りはメディアワークス刊行である。『月刊コミック電撃大王』の前身のうちのひとつで、近藤和久の『機動戦士ガンダム0079』の連載が引き継がれており、連載陣も共通している部分がある。
また、本誌の休刊後、ほぼ同じ装丁で『電撃ガンダムW』（でんげきガンダムウィング）が1996年3月5日に発売されている。

## 掲載作品
- 近藤和久
  - 機動戦士ガンダム0079　掲載巻1 - 10
- 松浦まさふみ
  - 機動戦士ガンダム ムーンクライシス　掲載巻1 - 6
  - 機動戦士ガンダムReon　掲載巻7 - 10
  - SFへ理屈探検隊　掲載巻1 - 5
  - まるちぷる ましんあーつ しょー　掲載巻6 - 10
- やすだひろし
  - 機動戦士ガンダム シルエットフォーミュラ91　掲載巻1,2,4 - 7,9,10
- ことぶきつかさ
  - Newtype history　掲載巻1
  - 行け行け僕らのバイク戦艦!　掲載巻4
  - これで終りだVガンダム!!　掲載巻5
  - 行け!行け!僕らのシェンロンアッガイ　掲載巻10
  - 行け!行け!僕らのウイングアッガイ　掲載巻10
- 水原賢治
  - Phi-trailing　掲載巻2
  - シーサイド パニック　掲載巻3
  - ポケットの中の戦争　掲載巻4
- ぶるまほげろー
  - 私立ガンダム学園　掲載巻4 - 10
- 森下薫
  - MAD WANG 1160　掲載巻5 - 6,8 - 10
- 高雄右京
  - ガンダムファイター総進撃!!　掲載巻7
  - アレンビーのひみつ　掲載巻8
  - ヒイロ、英雄になる時 ああ それは今　掲載巻9
  - ゲリラだよ!全員集合!!　掲載巻10
- 茶々木紀之
  - 編集部とゆう名の闘技場　掲載巻7 - 10
- 富士原昌幸
  - 爆熱!!世界高達骨牌拳 續集　掲載巻9
- 土屋杏子
  - 私 リリーナ珍道中　掲載巻10
- 道満晴明
  - WING WARNING　掲載巻10
- 原田将太郎
  - おあとがよろしい!ガンダムW　掲載巻10
- Dr.モロー　スタジオ寿
  - こんちこれまた 新機動戦記ガンダムW　掲載巻10
- 伸童舎・編
  - Vガンダムの基礎知識　掲載巻2 - 5
  - Gガンダム解明マニュアル　掲載巻6 - 8
  - 新機動大全　掲載巻9,10